# Épigonos de Pergame
Pour les articles homonymes, voir Épigone.
Épigonos de Pergame, fils de Charios, en grec ancien Ἐπίγονος, est un sculpteur et bronzier grec du IIIe siècle avant notre ère de l'époque hellénistique. Il est décédé à la fin du IIIe siècle avant notre ère. 

Il s'agit ici de la copie romaine faite de marbre de l'initiale statue du Suicide du Galate réalisée par Epigonos de Pergame, qui elle est réalisée en bronze. Cependant il n'est pas possible de retrouver une image de la statue originale.

## Notice biographique
C'est un contemporain du roi de Pergame Attale Ier. Il est cité sous le nom Isogonos dans Histoire naturelle de Pline l'Ancien parmi les sculpteurs ayant participé à la réalisation d'un monument sur l'Acropole de Pergame avec Pyromachos, Statonykos et Antigonos.
Après la victoire remportée par Attale Ier en 237 avant notre ère sur les Celtes, appelés Galates par les Grecs, Épigonos a participé à la réalisation du monument réalisé sur l'Acropole de Pergame au temple Athéna Nikephoros situé à côté du grand autel de Pergame représentant des scènes de guerre. Ses œuvres sont connues par des copies romaines.
Fameux sculpteur de l’école de Pergame, Epigonos est l’auteur de deux œuvres datant du règne d’Attale Ier : un grand ex-voto commémorant une série de victoires sur les Séleucides et les Galates, et un groupe élevé en l’honneur d’Attale par le stratège Epigénès et ses soldats.
D’après le type et la quantité de ses œuvres, attestées par des sources épigraphiques et littéraires, Épigonos, était à Pergame le sculpteur le plus important de la fin du IIIe s. avant notre ère , il était invité à la cour attalide et était l'un des seuls à être pergamien.
Ses œuvres ont été imitées par plusieurs sculpteurs, en particulier les deux sculpteurs qui se nomment Agasias d'Éphèse, celui qui a signé Agasias d'Éphèse, fils de Ménophilos sur le piédestal du Gaulois blessé qui se trouvait sur l'Agora des Italiens de Délos, et Agasias d’Éphèse, fils de Dosithéos qui a sculpté son nom sur la statue appelée Gladiateur Borghèse.

## Ses œuvres principales

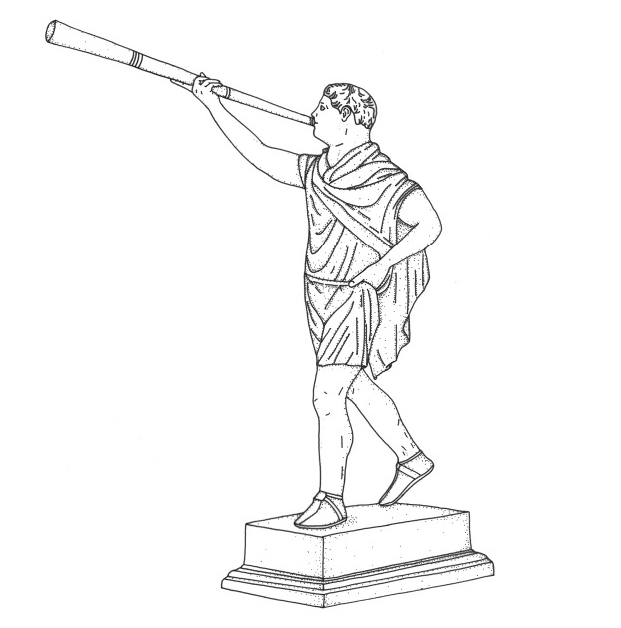
Cette illustration représente la statue originale du Tubicen par Epigonos de Pergame. Seul une copie romaine exposé au Louvre est actuellement disponible.

### Le Suicide du Galateou le Groupe Ludovisi
Cette œuvre était intégrée à un ensemble de sculptures comprenant Le Galate mourant et Le Galate blessé. Ces œuvres ont été sculptées sous le règne d’Attale Ier, roi de Pergame, pour célébrer sa victoire sur les Galates, vers 237 avant notre ère. Ce groupe sculpté est actuellement exposé au palais Altemps à Rome. Les Galates étaient des Celtes d’Anatolie centrale. Une copie romaine a été fabriquée avec du marbre datant du Ier siècle avant notre ère. La statue originale est faite de bronze, Epigonos de Pergame était un sculpteur mais plus spécifiquement un bronzier. Toutes les statues qu'il avait faites sont réalisées en bronze.

### Le Tubicen de Montdidier
Cette œuvre est une statue réalisée par Epigonos de Pergame. Elle représente un joueur de trompette guerrière qui se familiarise au tuba. Elle est originellement faite de bronze mais aujourd’hui seule une copie romaine de cette statue est connue, elle est entreposée au musée du Louvre. Elle permet de se rendre compte de tout le travail du mouvement mécanique du corps qui joue d'un instrument. Elle est notamment citée par Pline l'Ancien : « Épigonos, qui a traité presque tous les genres que nous avons cités, s’est distingué par son Joueur de trompette » et par Plutarque : « On ne loue pas ceux pour qui ont été faits le Trompette et le Porte-lance par exemple, mais ceux par qui ils ont été faits. ».